# BAE Systems Mantis

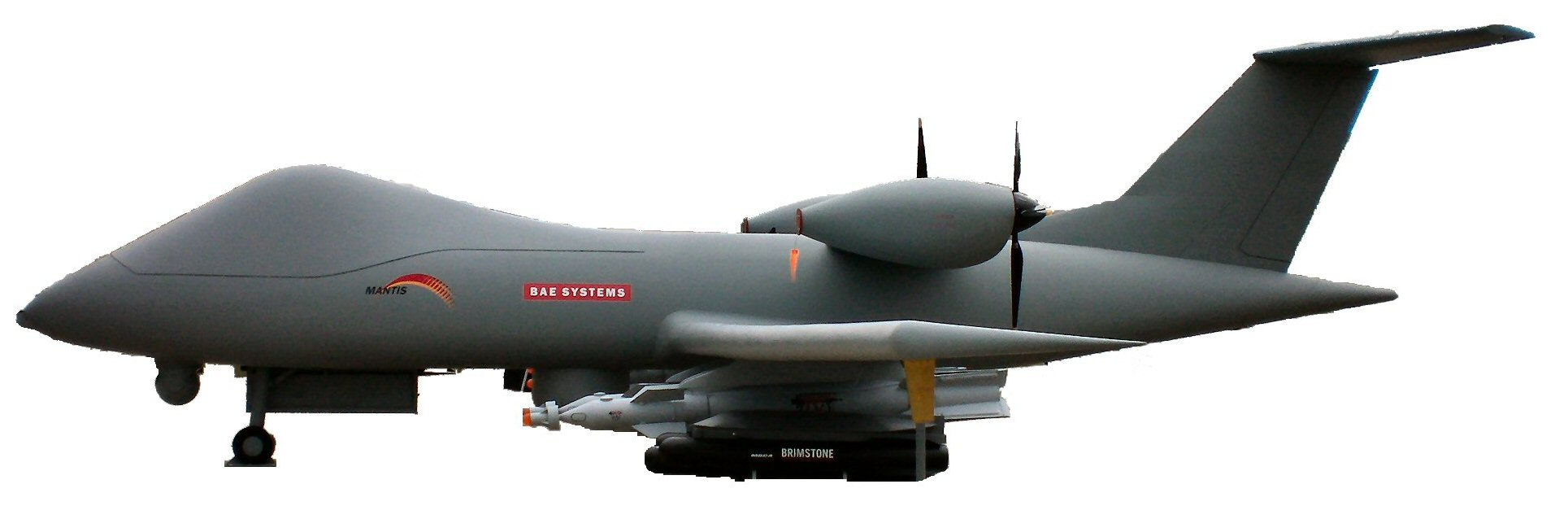
O formato da aeronave pode confundir os desavisados, apesar de ter 22 metros de envergadura, o veículo não é tripulado é um drone.

O BAE Systems Mantis é um veículo aéreo não tripulado britânico, demonstrador de tecnologia para o Unmanned Combat Air Vehicle (UCAV). O Mantis é um drone bimotor turboélice, com uma envergadura de cerca de 22 metros, comparável ao MQ-9 Reaper. Outros parceiros envolvidos na Fase 1 do programa do Mantis incluem o Ministério da Defesa (Reino Unido), a Rolls-Royce, a QinetiQ, a GE Aviation, a L-3 Wescam, Meggitt e a Lola.